# Amori d'altri tempi
Amori d'altri tempi è un album raccolta di canzoni cantate da Emilio Pericoli, pubblicato su LP nel 1961.

## Tracce
Lato A
1. Come una sigaretta - 2:32 (testo: Mendes - musica: Mascheroni)
2. Scettico Blues - 2:00 (testo: De Filippis - musica: Rulli)
3. Come una coppa di champagne - 3:55 (testo: Borella - musica: Rampoldi) *
4. Vipera - 2:25 (E. A. Mario)
5. Ciondolo d'oro - 3:03 (testo: Cherubini - musica: Guglielmetti)
6. Tango della gelosia - 2:48 (testo: Mendes - musica: Mascheroni)
7. Addio Tabarin - 2:00 (testo: Borella - musica: Rulli)
8. Il tango delle capinere - 2:57 (Bixio Cherubini )

Durata totale: 21.24
Lato B
1. Abat jour - 2:18 (Stolz)
2. Come pioveva - 3:57 (testo: M. Testa - musica: A. Gill) *
3. Violino tzigano - 2:20 (testo: Cherubini - musica: Bixio) *
4. Addio, Signora! - 2:20 (testo: Neri - musica: Simi)
5. Tic Ti, Tic Ta - 2:08 ( testo: Lama - musica: Feola)
6. Signorinella - 3:41 - (testo: Valente - musica: Bovio) *
7. Capinera - 2:25 (A. Giuliani)
8. Fili d'oro - 2:35 (testo: Capurro - musica: Buongiovanni) *

Durata totale: 20:09
Orchestra "Ricordi" di musica leggera diretta da Bruno Canfora e Iller Pattacini